# Adela de Saboya
Adela de Saboya, Alix o Adelaida de Maurienne (Maurienne, 18 de noviembre de 1092-Montmartre, 18 de noviembre de 1154), fue reina de Francia por matrimonio. Era hija del conde Humberto II de Saboya y de Gisela de Borgoña, sobrina del papa Calixto II.

## Matrimonios e hijos
Se casó, siendo la segunda esposa, el 3 de agosto de 1115 en la Catedral de Notre Dame de París con el rey Luis VI de Francia "El Gordo", de la dinastía de los Capetos, que, tras una vida agitada, a sus 35 años aspiraba a llevar una vida sosegada.
Adela de Saboya, perteneciente a una rama de los Bosónidas basada en los Capetos, fue una mujer considerada fea, pero atenta y piadosa, y de su matrimonio nacieron siete hijos y una hija:
1. Felipe (1116-1131), no confundir con su hermano del mismo nombre. Muerto joven a causa de una caída de caballo.
2. Luis VII, el Joven (1120-1180), rey de Francia.
3. Enrique (1121-1175), obispo de Beauvais (1149-1161), y arzobispo-duque de Reims (1161-1171).
4. Hugo (1123), muerto joven.
5. Roberto (1123-1188), llamado Roberto el Grande, conde de Dreux (1137-1184) y de Perche.
6. Constanza (1124-1180), casada en primeras nupcias en 1140 con Eustaquio IV (1127-1153), llamado Eustaquio de Blois, conde de Bolonia, sin posteridad conocida. Casada en segundas nupcias en 1154 con Raimundo V (1134-1194), conde de Tolosa.
7. Felipe (1125-1161), obispo de París.
8. Pedro (1125-1182), casado en 1152 con Isabel de Courtenay (1135-1206), dama de Courtenay.

Roberto de Dreux y Pedro de Courtenay, son troncos de dos importantes líneas.
Tras la muerte del rey, en 1137, Adela de Saboya se casó en segundas nupcias con el condestable Matthieu I de Montmorency, con el que tuvo una hija.
En 1153, consiguió el permiso de su marido para retirarse en la abadía de Montmartre, que ella había fundado con el rey Luis VI. Murió el 18 de noviembre de 1154.